# A papagáj (film)
A papagáj (eredeti cím: A bird of the air / The loop)  2011-ben bemutatott könnyed romantikus vígjáték. Rendező Margaret Whitton színésznő, akinek ez az első filmes rendezése.
A film Joe Coomer The Loop című 1992-es regénye alapján készült, amit a The New York Times „az év figyelemre méltó könyvei” közé sorolt.

## Cselekménye
2010-es évek, USA
A történetet narrátora Margie, a büfésnő.
Lyman magányos, zárkózott fiatalember, országúti karbantartóként dolgozik, eközben együttműködik a rendőrséggel a száguldozó autósok lefülelésében és az elakadt autósoknak műszaki segítséget nyújt. Főleg éjszakai műszakot vállal. Szabadidejében áhítozza a tudást, ezért francia tanfolyamra jár.
Egy country-rajongó fiatal könyvtárosnő, Fiona felfigyel a férfira, amint az egy könyvet vesz kölcsön, amikor egy üzletben madárkalitkát vásárol. A férfi egy lakókocsiban lakik, és egyik nap egy zöld tollazatú papagáj repül be hozzá (később beazonosítják mint „Sárgatarkójú amazon”-t – Amazona auropalliata). A papagáj szinte azonnal beszélni kezd. A férfit elbűvöli a madár, de feltételezi, hogy van gazdája valahol, ezért elhatározza, hogy megkeresi. A keresésbe kéretlenül bekapcsolódik a csinos könyvtárosnő is, akinek egy Floyd nevű basset hound kutyája van (ami nem nyomozókutya).
Lyman gondosan feljegyzi, miket mond a madár (később kiderül, hogy ezek között bibliai idézet is van a Prédikátor könyvéből), és ezek alapján könnyedén megtalálja az utolsó gazdáját, akitől megveszi 800 dollárért. Az asszony, Eleanor nem szereti a madarat, de látva a férfi elszántságát, eleinte 2000 dollárt akar kérni érte, amit Lyman gondolkodás nélkül ki is akar fizetni csekkel, de Fiona közbeavatkozik és Lyman feleségének adva ki magát válással fenyegetőzik, ha 800-nál többet fizet. Az asszony megenyhül, és odaadja ennyiért a papagájt. Hozzáteszi, hogy ő ingyen kapta meg a Murray Öregek Otthonától. Az otthonban Mrs. Blair, egy ötvenes, joviális hölgy fogadja őket. Felismeri a madarat a Lyman mobilján lévő képen: „ez Shelton, Ruby Ballard madara volt, de ő meghalt 12-13 éve”. A madár nemkívánatos lett az otthonban a „hamarost a Teremtőd előtt állsz” mondata miatt. Fiona egy örökségre tesz célzást, és azt kéri Mrs. Blairtől, hogy küldje el neki e-mailen a Ballard család elérhetőségét.
Miközben Lyman próbálja megtalálni a papagáj korábbi gazdáit (meglepően sok van belőlük), Fiona a férfi tragikus múltja után nyomoz. Lyman azt állítja, hogy árvaházban nőtt fel, nincsenek szülei. Fiona azonban kideríti, hogy a férfi 4 éves korában egy autóbalesetben elvesztette a szüleit, miközben ő maga sértetlen maradt. Szülei személyazonosságát nem tudták a hatóságok kideríteni, ezért őt árvaházba adták.
Mrs. Blair elküldi Fionának Charles Ballard számát, aki Ruby Ballard fia. Lyman  meglátogatja a férfit. Charles Ballard szerint a papagájt egy katonától vették, akinek megvannak az adatai, mivel veterán katona, Eli Stowalski. Stowalski az 1960-as években volt a madár tulajdonosa, és csodálkozik rajta, hogy a papagáj még életben van. Katonai repülős parancsnok volt, és a katonáit lelkesítette a madárnak azzal a mondatával, hogy „sas vagyok!” Stowalski egy újsághirdetés alapján vette meg a madarat 1968-ban (erre azért emlékszik, mer akkor helyezték át). Lyman egy könyvtárban mikrofilmen megtalálja egy régi újságban Mr. Weber hirdetését és a telefonszámát. Üzenetet hagy a számon, később Mrs. Weber meghívja magukhoz.
Lyman elviszi a madarat a ketrecében a megdöbbent Duncan Weberhez, aki alig hiszi, hogy a papagáj még él. Amikor Duncan megnősült, felesége féltékeny lett a madárra, ezért el kellett adnia. Duncan gyermekeinek és unokáinak büszkélkedik a papagájjal, akiről sokat mesélt nekik. Duncan egy szomszédjától, Mrs. Halltól kapta a madarat, aki szellemileg visszamaradt fiának vette.
Az 1930-as években használatos telefonszámokat az állami könyvtár archív anyagai között őrzik és csak helyben olvasásra adják ki őket. Mivel Fiona kutyája, Floyd egész nap egyedül van, Fiona ragaszkodik hozzá, hogy magukkal vigyék. Hogy ne kelljen a kutyát kint hagyniuk, Fiona úgy tesz, mintha vak lenne, és Floyd vakvezető kutya lenne: Fiona nagy méretű napszemüveget visel, fehér botot szorongat, fogja a kutya pórázát, miközben Lymanbe karol. A fiatal könyvtáros fiú ismerősként üdvözli Fionát. Amikor megkapják tőle a kért köteteket, Lyman jelnyelvvel köszöni meg neki. Az egyik kötetből kiderül, hogy az „M A 17” valóban egy telefonszám volt valamikor, tulajdonosa egy bizonyos „J. Campbell” (akiből elég sok van a telefonkönyvben). Fiona vállalja, hogy felhívja az összeset.
Mivel Fiona nagyon szeretné látni a munkáját, Lyman narancssárga munkaruhát szerez neki (olyat, amilyet ő is visel), és egyik éjszaka magával viszi dolgozni. Egy elakadt autóból három hölgy száll ki, akikkel Lyman folyékonyan beszél spanyolul, és megjavítja az autójukat. Fiona megmutatja Lymannek azt a motelt, ahol a szülei a végzetes baleset előtt megszálltak. Elmondja neki, hogy a kocsi rendszáma, a vércsoportjuk és hasonló nyomok alapján próbált nyomozni Lyman szülei után, de eredménytelenül. Fiona meglepi Lymant azzal az információval, amit a szüleiről megtudott, és mivel Lyman nem tudja, mikor van a születése napja, egy kis születésnapi süteményt ad neki. Csókolózni kezdenek a kocsiban, de nem sokkal később egy autó megy el a közelben, elgázol egy kutyát, majd továbbhajt. Lyman a véres nyomokat követve megtalálja a szerencsétlenül járt ebet, majd szolgálati pisztolyával megszabadítja a szenvedéseitől. Fionát nagyon megrázza a dolog, hiába magyarázza Lyman, hogy a kutyán már nem lehetett volna segíteni (tapasztalatból beszél, mert nem ez volt az első hasonló eset). Fiona ezek után kerüli a társaságát, nem veszi fel a telefont és nem nyit neki ajtót. Lyman megtudja, hogy Fiona el akar költözni a városból. Lyman hiába kéri, hogy maradjon. Búcsúzóul egy értékes információval látja el, amit megtudott: a madár egyik mondása egy 1930-as években használatban volt telefonszám: „M A 17”. A számhoz nincs jelenkori telefonszám, csak egy cím.
Lyman így eljut Ivy Campbellig (70 év körüli, ősz hajú hölgy), akinek az apja állítólag vándorcigányoktól vásárolta a papagájt. Így ő tekinthető az első tulajdonosnak. Ivy az 1950-es években egy bizonyos Emma Cowennek adta a madarat, akinek akkor halt meg a kisgyereke. Amikor megszületett a következő gyereke, egy visszamaradott fiúnak adta, egy bizonyos Michael Hallnak.
Lyman egyik szokatlanul hideg éjszaka előtt elfelejti bekapcsolni a gázmelegítőt, így vacogva ébred fel. A trópusi meleghez szokott madár majdnem elpusztul. Mialatt az állatorvosnál van, kollégái telefonon riasztják: koccanásos baleset történt, amiben több autó utasai megsérültek, köztük van Fiona is. Lyman a helyszínre rohan, ahol egy akkor érkező autó majdnem elüti Fiona kutyáját. Lyman odaugrik és a lány felé dobja a kutyát, így az autó őt üti el. Lyman a hídról a folyóba esik és csak 1 hét múlva tér magához a saját lakókocsijában. Először azt hiszi, tornádóba került (amitől a legjobban fél), mert az autó bukdácsol, de amikor kinyitja az ajtót, az elsuhanó tájat látja, a lakókocsit vontatja valami. Lyman a saját mellére tűzött üzenetből megtudja, hogy Fiona vezeti az autót, mert úgy döntött, hogy magával viszi a következő városba, ahol dolgozni fog, de ha akarja, akkor visszafordul vele. Lyman úgy gondolja, jobb, ha együtt maradnak.

## Szereposztás
- Rachel Nichols – Fiona James, könyvtárosnő
- Jackson Hurst – Lyman, útfelügyelő, karbantartó
- Linda Emond – Margie, büfésnő
- Anjanette Comer – Mrs. Ella Weber, Duncan felesége
- Judith Ivey – a papagáj Lyman előtti utolsó tulajdonosa
- Buck Henry – Duncan Weber, korábbi papagáj-tulajdonos
- Phyllis Somerville – Ivy Campbell, korábbi papagáj-tulajdonos
- Erik Jensen – egy sötétpiros Mustang autóval száguldozó autós, aki arra kéri Lymant, hogy „lője le a kocsiját”
- Kaiulani Lee – Mrs. Blair, az öregek otthonában dolgozik
- Rocco Sisto – biztonsági őr
- Louis Zorich – Stowalski, korábbi papagáj-tulajdonos
- Matte Osian – balesetet szenvedett kamionos, akit Lyman ment meg

## Megjelenése
A film 2012. április 10-én jelent meg DVD-n.

## Fogadtatás
Az amerikai filmkritikusok véleményét összegző Rotten Tomatoes 30%-ra értékelte 10 vélemény alapján. Frederic és Mary Ann Brussat kritikusok leírása: „Egy gyönyörű és beszédes papagáj története, ami csodálatos módon összehoz két magányos lelket egy keresésben, ami mindkettejüket megváltoztatja”.

## A film készítése
A könyv megfilmesítésének jogával Oprah Winfrey rendelkezett, akitől Margaret Whitton 6 évig nem tudta átvenni a jogokat. Whitton így nyilatkozott a történetről: „Nem szeretem a sablonos, kiszámítható filmeket. A papagáj többször vesz váratlan, éles fordulatot. Kiszámíthatatlan, mint az élet. Néha azon tűnődtem, a nézőket érdekelni fogja-e az egyre öregebbnek tűnő madár és tulajdonosaik története.”

## Forgatási helyszínek
- Új-Mexikó állam, USA
- Santa Fe főiskola

## Érdekesség
- Lyman nem csak francia nyelvtanfolyamra, hanem az utóbbi 10 évben sok más, szabadon látogatható főiskolai kurzusra is járt (amikből szándékosan nem szerzett záróvizsgát, mert a végzettséget igazoló papír nem érdekelte): életmentés, fafaragás, vízszerelés, olasz nyelv, kínai nyelv, önvédelem...